# 4050 Mebailey
4050 Mebailey este un asteroid din centura principală, descoperit pe 20 septembrie 1976 de Claes Lagerkvist și Hans Rickman.